# Stratospongilla lanei
Stratospongilla lanei är en svampdjursart som beskrevs av Racek 1969. Stratospongilla lanei ingår i släktet Stratospongilla och familjen Spongillidae.
Artens utbredningsområde är havet kring Australien. Inga underarter finns listade i Catalogue of Life.